# 多枝小檗
多枝小檗（学名：Berberis multicaulis）是小檗科小檗属的植物，是中国的特有植物。分布在中国大陆的西藏等地，生长于海拔3,500米至4,200米的地区，多生长于阳坡灌丛中和山坡草丛中，目前尚未由人工引种栽培。